# Atletica leggera ai XII Giochi panafricani - 400 metri ostacoli maschili
La specialità dei 400 metri ostacoli maschili ai XII Giochi panafricani si è svolta il 26 e 27 agosto 2019 allo Stadio Moulay Abdallah di Rabat, in Marocco. La competizione è stata vinta dall'algerino Abdelmalik Lahoulou, che ha preceduto il burkinabé Bienvenu Sawadogo (argento) e il tunisino Mohamed Amine Touati.

## Podio
| Oro     | Abdelmalik Lahoulou Algeria    |
| Argento | Bienvenu Sawadogo Burkina Faso |
| Bronzo  | Mohamed Amine Touati Tunisia   |

## Risultati

### Batterie
Qualificazione: i primi 2 di ogni batteria (Q) e i 2 migliori tempi degli esclusi (q) si qualificano in finale.
| Class | Gruppo | Nome                  | Nazione       | Tempo | Note |
| ----- | ------ | --------------------- | ------------- | ----- | ---- |
| 1     | 1      | Creve Armando Machava | Mozambico     | 49"54 | Q    |
| 2     | 1      | Bienvenu Sawadogo     | Burkina Faso  | 49"70 | Q    |
| 3     | 1      | Aron Kipchumba Koech  | Kenya         | 49"73 | q    |
| 4     | 3      | Abdelmalik Lahoulou   | Algeria       | 50"03 | Q    |
| 5     | 3      | Mohamed Amine Touati  | Tunisia       | 50"19 | Q    |
| 6     | 2      | Lindsay Hanekom       | Sudafrica     | 50"36 | Q    |
| 7     | 3      | Rilwan Alowonle       | Nigeria       | 50"77 | q    |
| 8     | 1      | Ned Azemia            | Seychelles    | 50"81 |      |
| 9     | 3      | William Mbevi Mutunga | Kenya         | 51"28 |      |
| 10    | 1      | Derese Tesfaye        | Etiopia       | 51"41 |      |
| 11    | 3      | Jordin Andrade        | Capo Verde    | 51"65 |      |
| 12    | 1      | Timothy Emeoghene     | Nigeria       | 51"85 |      |
| 13    | 2      | Edward Ngunjiri       | Kenya         | 52"45 | Q    |
| 14    | 2      | Kemorena Tisang       | Botswana      | 53"63 |      |
| 15    | 2      | Akoon Akoon           | Sudan del Sud | 55"88 |      |
| dq    | 2      | Norman Mukwada        | Zimbabwe      | dq    |      |
| dq    | 3      | Sokwakhana Zazini     | Sudafrica     | dq    |      |
| dnf   | 3      | Oumar Babou           | Senegal       | dnf   |      |
| dns   | 2      | Gadisa Bayu           | Etiopia       | dns   |      |

### Finale
| Class   | Corsia | Nome                  | Nazione      | Tempo | Note             |
| ------- | ------ | --------------------- | ------------ | ----- | ---------------- |
| Oro     | 6      | Abdelmalik Lahoulou   | Algeria      | 49"08 |                  |
| Argento | 4      | Bienvenu Sawadogo     | Burkina Faso | 49"25 | Record nazionale |
| Bronzo  | 7      | Mohamed Amine Touati  | Tunisia      | 49"29 |                  |
| 4       | 1      | Rilwan Alowonle       | Nigeria      | 49"42 |                  |
| 5       | 3      | Lindsay Hanekom       | Sudafrica    | 49"98 |                  |
| 6       | 2      | Aron Kipchumba Koech  | Kenya        | 50"58 |                  |
| 7       | 8      | Edward Ngunjiri       | Kenya        | 51"75 |                  |
| dnf     | 5      | Creve Armando Machava | Mozambico    | dnf   |                  |